# Przylądek Dart
Przylądek Dart (Cape Dart) – przylądek leżący u stóp Mount Siple na północnym krańcu Wyspy Siple’a, odkryty w grudniu 1940 r. przez członków amerykańskiej ekspedycji antarktycznej. Nazwana imieniem Justina W. Darta, który wsparł finansowo tę ekspedycję.
Uznaje się, że między tym przylądkiem a wyspą Thurstona rozciąga się pokryte lodem Morze Amundsena.